# Эйди (подарок)

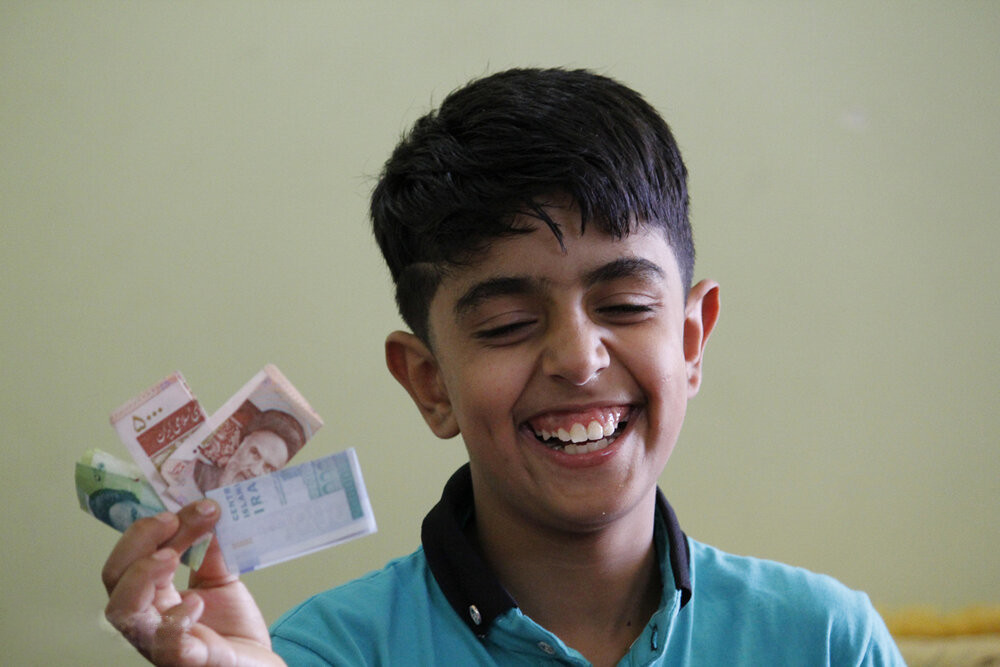
Мальчик вскоре после получения эйди на праздник Ид аль-Фитр, Бендер-Аббас, Иран

Эйди (от перс. عیدی‎) — восточная традиция дарения денег детям и членам семьи старшими родственниками или друзьями семьи в рамках празднования ураза-байрама, курбан-байрама и Навруза.
Согласно этикету, эйди нельзя пересчитывать при дарителе, важно поблагодарить его, нельзя сравнивать с размером подарка других. Новые банкноты ценятся больше старых, сезонное повышение спроса на них используется злоумышленниками для распространения фальшивых купюр. Хотя в современном обществе становятся всё более популярными вещи в качестве подарков, эйди может рассматриваться не по покупательной стоимости, а как благословение старейшины. Кроме того, такой подарок учит детей обращаться с деньгами, в том числе закрепляя навыки счёта среди самых младших, нести ответственность за них. Иногда ожидается, что с помощью эйди дети ознакомятся с понятием благотворительности, важном в исламе — в частности, подобное желательное поведение описано в произведении Дханпатрая Шривастава: сирота Хамид, получив эйди от своей бабушки Амины, тратит подарок не на развлечения, а на щипцы, чтобы бабушка не обжигала пальцы.
Существует несколько версий появления традиции. По одной из версий, она пошла от раздачи народу денег, фруктов и одежды Фатимидами; учёные и чтецы Корана получали серебряные дирхамы. При мамлюках традиция преобразовалась в «деньги, выделенные на покупку одежды», и праздничная раздача денег зависела от социального статуса получателя. Современную форму традиция получила во времена Османской империи; причём текущие правители также периодически раздают эйди детям из нуждающихся семей.
Согласно другой версии, идущей от Аль-Бируни, традиция появилась в Иране: во время Навруза люди открыли сахар, заметив сок сахарного тростника, он им понравился, и они стали дарить его друг другу. Позднее, во времена Ормизда II, люди стали дарить вместо сахара монеты.